# Distrito de Naka (Ibaraki)

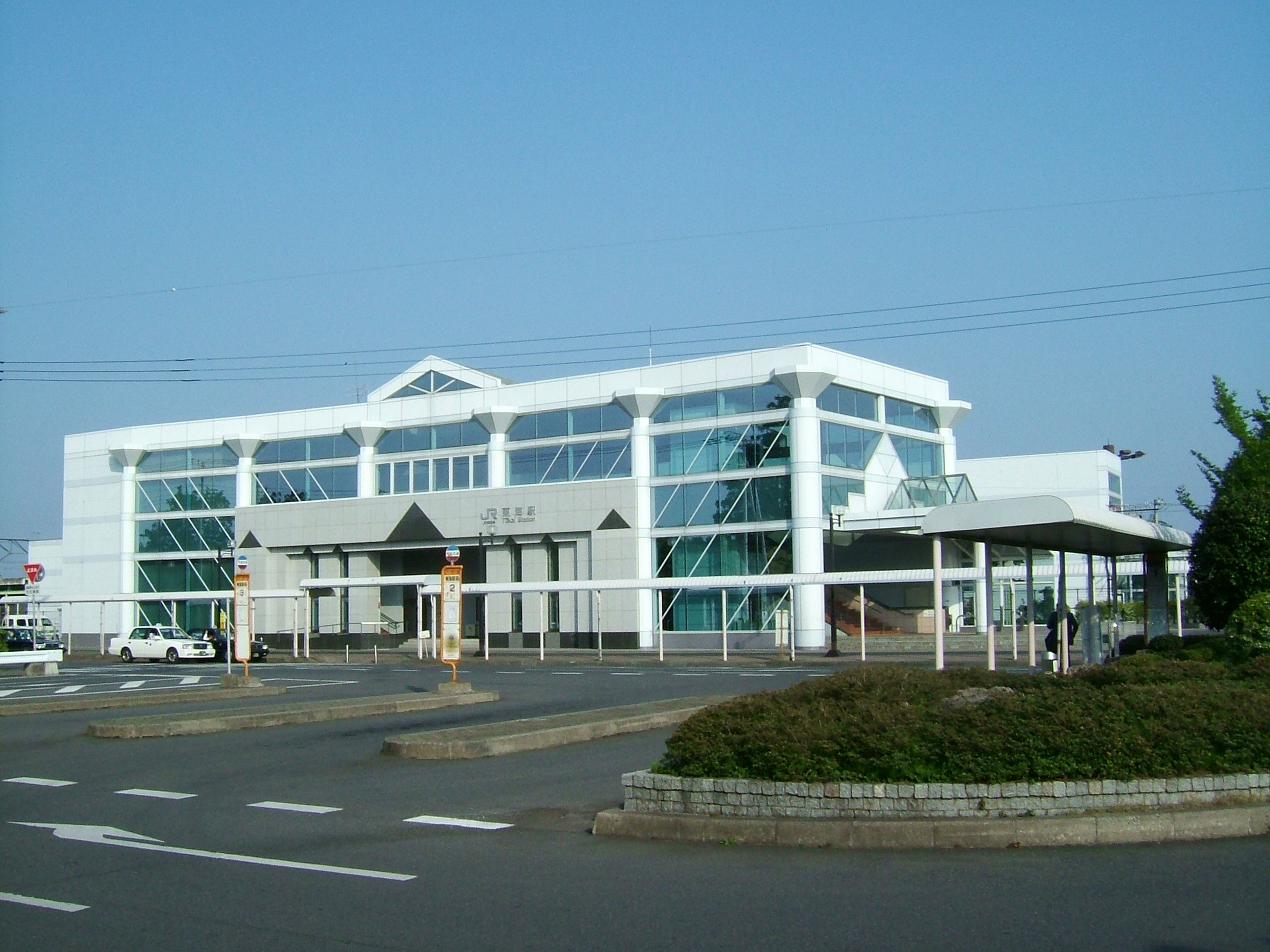
Estación del tren en Tōkai

 Naka (那珂郡 Naka-gun?) es un distrito de la Prefectura de Ibaraki en Japón.

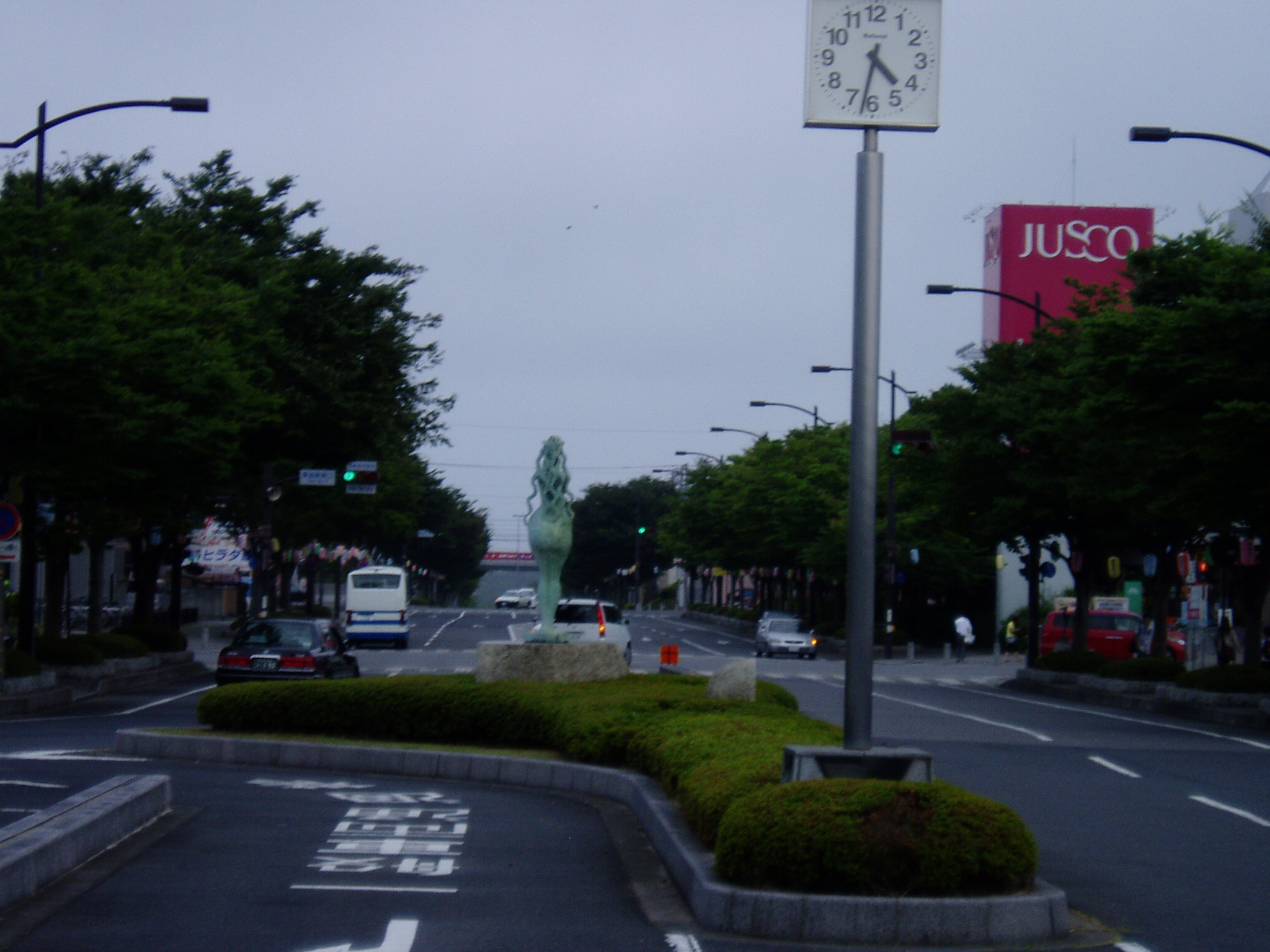
Salida este de la estación de Tōkai

El Distrito de Naka tiene la misma extensión que la localidad de Tōkai, tras la desmembración y formación de la ciudad de Naka (Ibaraki) el 21 de enero de 2005.
Al 1 de diciembre de 2013, tenía una  población de 37.991 habitantes y una densidad poblacional de 1.010 personas por km². La superficie total es de 37,48 km².

## Instituto de Investigación
La Japan Atomic Energy Agency (JAEA) , junto con otras organizaciones operan una serie de instalaciones de investigación tecnológica nuclear.